# Chuck Chapman
Chuck Chapman   (Vancouver, 21 d'abril de 1911 - Victoria, 7 de març de 2002) fou un jugador de bàsquet canadenc que va competir durant la dècada de 1930. Era germà del també jugador de bàsquet Art Chapman.
El 1936 va prendre part en els Jocs Olímpics de Berlín, on guanyà la medalla de plata en la competició de bàsquet.